# Любовни потоци
„Любовни потоци“ (на английски: Love Streams) е американски филм от 1984 година, психологическа драма на режисьора Джон Касаветис по негов сценарий в съавторство с Тед Алън.

## Сюжет
В центъра на сюжета са комерсиално успешен писател на средна възраст със силно влечение към алкохола и жените и сестра му, преживяваща травматичен развод.

## В ролите
Главните роли се изпълняват от Джина Роуландс, Джон Касаветис, Сиймур Касел. 

## Награди и номинации
„Любовни потоци“ получава наградата „Златна мечка“ и наградата на ФИПРЕСИ на Берлинския международен филмов фестивал.